# De Nederlandse Fauna
De Nederlandse Fauna is een reeks uitgebreide natuurgidsen die de fauna in Nederland tot in detail beschrijft. De serie wordt uitgegeven door museum Naturalis en EIS Nederland. De serie kreeg lovende kritieken van onder andere de American Entomologist, een Amerikaans entomologisch tijdschrift.

## Delen
Er zijn (2019) 12 delen uitgebracht, waarvan de meeste gaan over insecten. Ook de broedvogels, de zoetwatermollusken en de amfibieën en reptielen in Nederland zijn uitgebreid beschreven.
- Deel 1: De sprinkhanen en krekels van Nederland (2004), ISBN 978 90 5011 202 4
- Deel 2: De Nederlandse zoetwatermollusken (2004), ISBN 978 90 5011 201 7
- Deel 3: De Nederlandse loopkevers (1999), ISBN 978 90 5011 136 2
- Deel 4: De Nederlandse libellen (2002), ISBN 978 90 5011 154 6
- Deel 5: Atlas van de Nederlandse broedvogels (2002), ISBN 978 90 5011 161 4
- Deel 6: De wespen en mieren van Nederland (2004), ISBN 978 90 5011 174 4
- Deel 7: De dagvlinders van Nederland (2006), ISBN 978 90 5011 227 7
- Deel 8: De Nederlandse zweefvliegen (2009), ISBN 978 90 5011 290 1
- Deel 9: De amfibieën en reptielen van Nederland (2009), ISBN 978 90 5011 300 7
- Deel 10: De Nederlandse biodiversiteit (2010), ISBN 978 90 5011 351 9
- Deel 11: De Nederlandse bijen (2012), ISBN 978 90 5011 447 9
- Deel 12: Atlas van de Nederlandse zoogdieren (2016), ISBN 978 90 5011 534 6